# Parafia św. Michała Archanioła w Starej Soli
Parafia św. Michała Archanioła w Starej Soli – rzymskokatolicka parafia znajdująca się w archidiecezji lwowskiej w dekanacie Sambor, na Ukrainie.

## Historia
Parafię erygowano w 1365 roku. Obecny kościół wybudowano w 1660 roku i konsekrowano w 1743 roku. Wyremontowany w 1930 roku. Przed 1945 rokiem parafia znajdowała się w dekanacie Sambor diecezji przemyskiej.
Po II wojnie światowej Stara Sól znalazła się w granicach ZSRR. Komunistyczne władze urządziły w kościele magazyn konopi. W latach 70. XX wieku w budynku wybuchł pożar, który strawił prawie całe wyposażenie. Podczas gaszenia strażacy używali wody z solanek, co spowodowało szybkie niszczenie ceglanych murów. Z bogatego wyposażenia kościoła przetrwały jedynie trzy boczne ołtarze i obraz Matki Bożej.
Po upadku ZSRR świątynia przekazana została grekokatolikom, a później odzyskali go rzymsko-katolicy. Od lat 90. XX wieku trwa jego odbudowa.